# Копчаны (район Скалица)
Копчаны (словац. Kopčany) — деревня района Скалица Трнавского края Словакии.

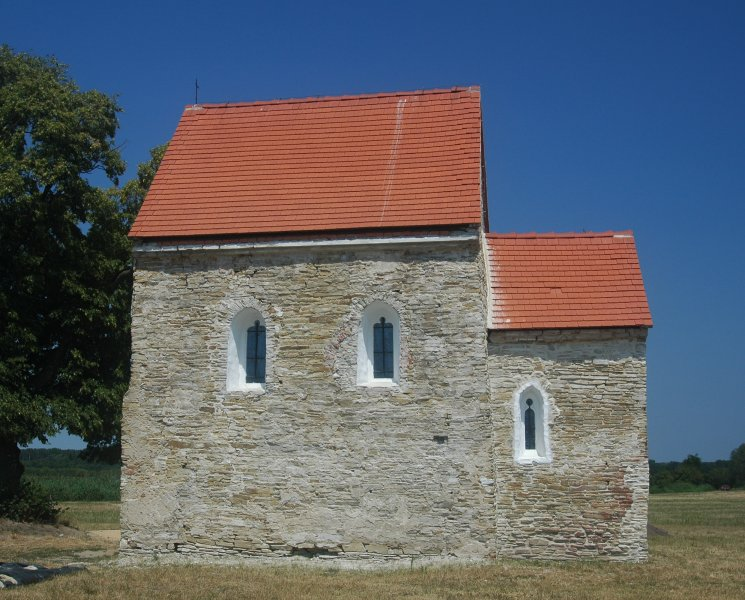
Костёл св. Маргариты IX века, единственный сохранившийся памятник Великой Моравии

С 2019 года деревня Копчаны соединена пешеходным мостом через реку Морава с соседней чешской деревней Микульчице.

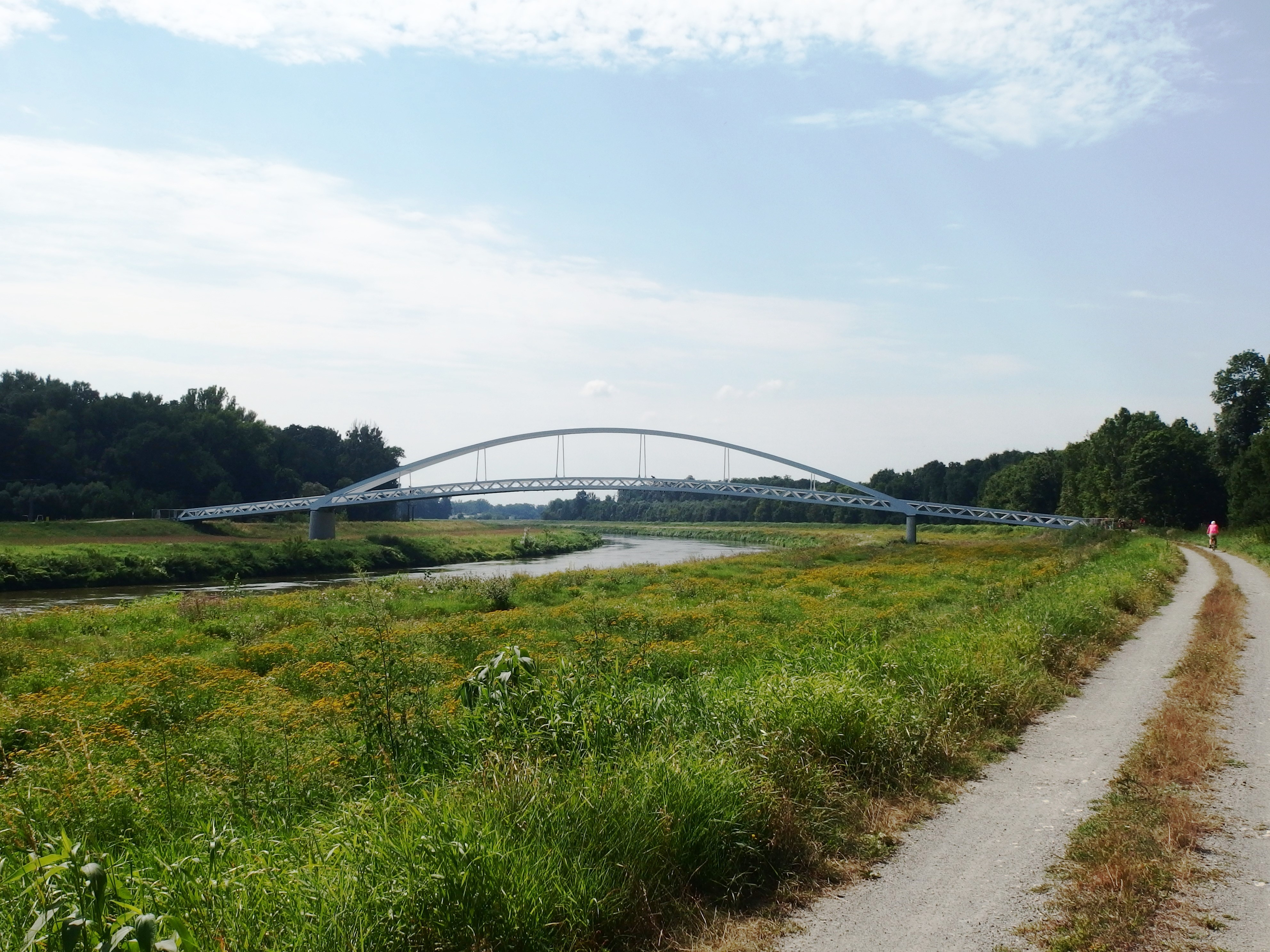
Мост Великой Моравии (Lávka Velké Moravy)

## Население
| Год:                | 1994 | 2004    | 2014    | 2024    |
| ------------------- | ---- | ------- | ------- | ------- |
| Количество человек: | 2422 | 2584    | 2580    | 2553    |
| Разница:            |      | +6,68 % | −0,15 % | −1,04 % |